# Trận Panium
Trận Panium là một trận đánh nổ ra vào năm 198 TCN giữa Vương quốc Seleukos và Vương quốc Ptolemaios. Đây là một trận chiến mang tính chất quyết định trong Chiến tranh Syria lần thứ năm. Trong trận Panium, vua Antiochos III Đại đế đích thân chỉ huy quân đội Seleukos, trong khi đó tướcng Scopas xứ Aetolia chỉ huy quân đội Ptolemaios. Diễn biến trận chiến nói chung là không được rõ ràng, các tài liệu hiện có chỉ cho biết rằng quân Seleukos chiến thắng nhờ vào việc sử dụng hợp lý các kỵ binh cataphract: các cataphract ban đầu tấn công kỵ binh Ai Cập ở hai cánh và nhanh chóng đánh bại họ, khiến cho hông và sau lưng của quân Ai Cập bị hở không có gì che chắn. Sau đó các Cataphract liền đột kích vào sau lưng quân Ai Cập, khiến cho quân Ai Cập tan rã bỏ chạy và trận đánh kết thúc sau đó. Các trang bị của quân cataphract Seleukos trong trận này đến nay vẫn chưa rõ.
Trận Panium diễn ra ở một địa phương gần Paneas, (Caesarea Philippi). Chiến thắng của quân đội Seleukos ở đây đã quyết định kết cục của cuộc chiến tranh Syria lần thứ năm và đánh dấu chấm hết cho sự thống trị của Vương quốc Ptolemaios ở Judea.